# Елизабета Тиролска
Елизабета Тиролска или Елизабета Каринтийска, Горицко-Тиролска (на немски: Elisabeth von Kärnten, Görz und Tirol; * 1262, Мюнхен; † 28 октомври 1313, Виена) е чрез женитба херцогиня на Херцогство Австрия и Херцогство Щирия и от 1299 г. избрана римско-немска кралица.

## Биография
Произлиза от род Майнхардини от линията Тирол и Каринтия. Дъщеря е на Майнхард II († 1295), граф на Гориция и Тирол и херцог на Каринтия, и Елизабета Баварска († 1273), най-възрастната дъщеря на херцог Ото II от Вителсбахите, която е вдовица на император Конрад IV († 1254).
През 1276 г. Елизабета се омъжва във Виена за херцог Албрехт I Хабсбург (1255 – 1308), син на римско-немския крал Рудолф I и неговата първа съпруга Гертруда от Хоенберг.
Елизабета била умна жена. По нейна идея са построени Салините в Залцкамергут. През 1299 г. тя е коронована в Нюрнберг за римско-немска кралица.
На 1 май 1308 г. съпругът на Елизабета е убит при Бруг на Аар от неговия племенник Йохан Парицида (1290 – 1313). Кралица Елизабета построява на това място манастира Кьонигсфелден, където по-късно е погребана. По-късно е преместена в църквата на абатството Св. Паул в Лавантал в Каринтия.

## Деца
Елизабета и Албрехт имат 12 деца:
- Анна (1280 – 1327)
- ∞ 1295 маркграф Херман от Бранденбург
- ∞ 1310 херцог Хайнрих VI от Силезия-Бреслау
- Агнеса (1281 – 1364) ∞ 1296 крал Андраш III от Унгария
- Рудолф Kaše, крал на Бохемия (1282 – 1307)
- ∞ 1300 принцеса Бланш Френска, дъщеря на крал Филип III
- ∞ 1306 принцеса Елизабета от Полша (Елжбета Рикса), кралица-вдовица на Вацлав II от Бохемия
- Елизабета (1285 – 1352) ∞ 1306 херцог Фридрих IV от Лотарингия
- Фридрих Красивия (1289 – 1330) ∞ 1314 инфанта Елизабета от Арагония, дъщеря на крал Якоб II
- Леополд (1290 – 1326) ∞ 1315 принцеса Катарина Елизабета от Савоя
- Катарина (1295 – 1323) ∞ 1316 херцог Карл от Калабрия от Дом Анжу
- Албрехт (1298 – 1358) ∞ 1324 графиня Йохана фон Пфирт
- Хайнрих (1299 – 1327) ∞ 1314 графиня Елизабета от Вирнебург
- Майнхард (1300 – 1301)
- Юта (1300 – 1329) ∞ 1319 граф Лудвиг VI фон Йотинген
- Ото (1301 – 1339)
- ∞ 1325 принцеса Елизабета от Долна Бавария
- ∞ 1335 принцеса Анна от Бохемия

Девет други техни деца умират малко след раждането им. Те остават без име и са погребани в Три крале капелата в Тулн, Долна Австрия.